# Ochotonidae
Die Ochotonidae (auf Deutsch Pfeifhasen genannt) sind eine Familie aus der Ordnung der Hasenartigen (Lagomorpha). Die Familie umfasst rezent nur die Gattung der Pfeifhasen (Ochotona), mit rund 30 in Asien und Nordamerika lebenden Arten. Weitere Gattungen der Pfeifhasen sind seit dem Oligozän bekannt und waren früher in zahlreichen Gattungen über ein größeres Gebiet verbreitet.

## Systematik
Pfeifhasen bilden zusammen mit den Hasen die Ordnung der Hasenartigen (Lagomorpha). Die systematische Stellung dieser Ordnung war lange umstritten, oft wurden die Tiere als Mitglied der Nagetiere angesehen. Eine dritte Familie, Prolagidae, wurde durch zahlreiche fossile Arten und den seit der Wende zum 19. Jahrhundert ausgestorbenen Sardischen Pfeifhasen (Prolagus sardus) gebildet. Ihren Namen erhielten die Tiere wegen der hohen Töne, die sie als Warn- und Erkennungssignal von sich geben.
Die rezente Gattung Ochotona wird in insgesamt rund 30 lebende Arten unterteilt. Weitere Gattungen der Pfeifhasen sind seit dem Oligozän bekannt und waren früher in zahlreichen Gattungen über ein größeres Gebiet verbreitet.

## Belege
1. ↑  Don E. Wilson & DeeAnn M. Reeder (Hrsg.): Prolagus (Memento des Originals vom 4. Februar 2013 im Internet Archive)  Info: Der Archivlink wurde automatisch eingesetzt und noch nicht geprüft. Bitte prüfe Original- und Archivlink gemäß Anleitung und entferne dann diesen Hinweis. in Mammal Species of the World. A Taxonomic and Geographic Reference (3rd ed).